# Metelsdorf

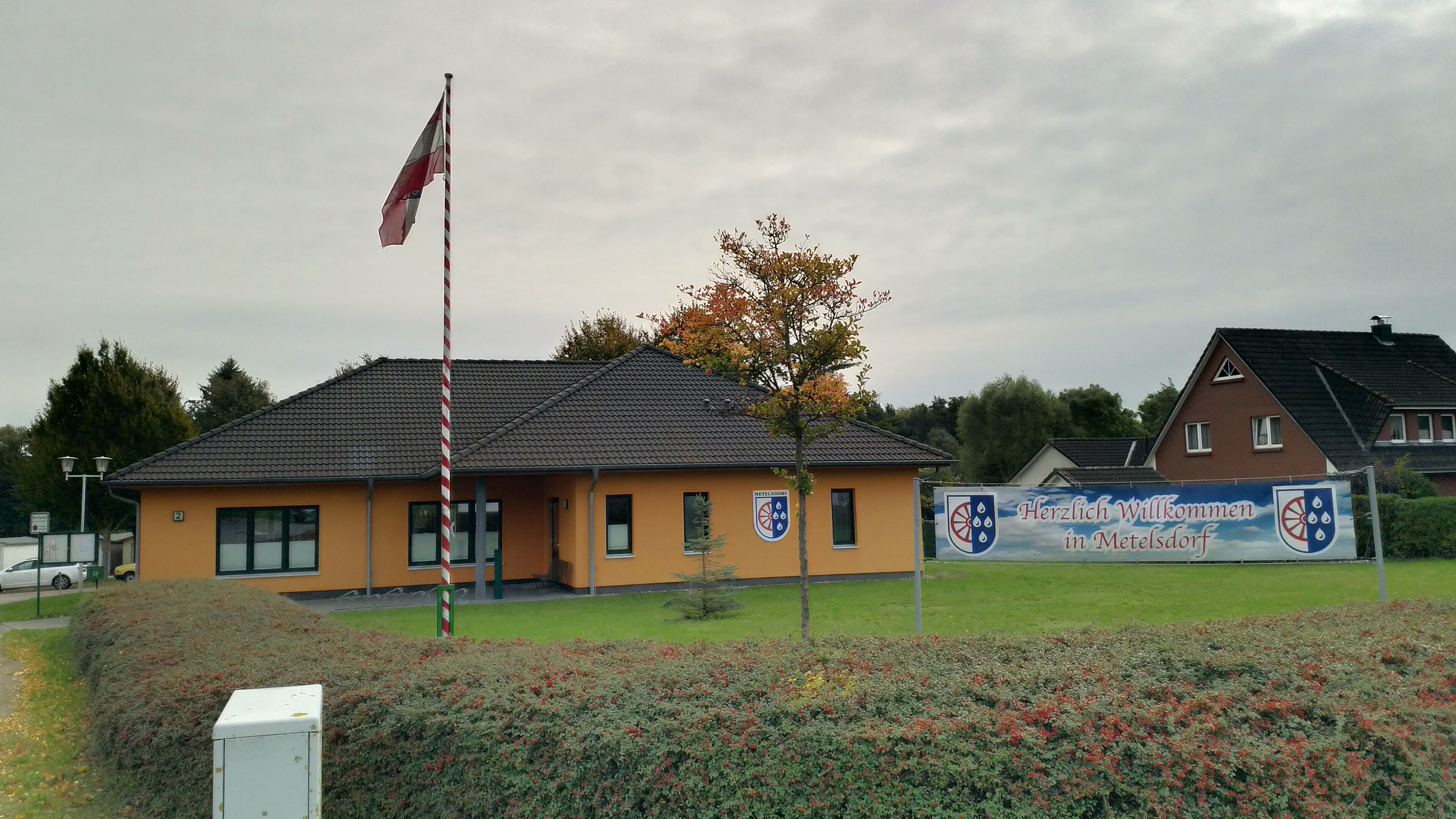
Dorfgemeinschaftshaus Metelsdorf

Metelsdorf ist eine Gemeinde im Landkreis Nordwestmecklenburg in Mecklenburg-Vorpommern (Deutschland). Die Gemeinde wird vom Amt Dorf Mecklenburg-Bad Kleinen mit Sitz in der Gemeinde Dorf Mecklenburg verwaltet.
In der Gemeinde spielt die Landwirtschaft bis heute eine Rolle. Die Brunnen Metelsdorfs versorgen die Hafenstadt Wismar schon seit hunderten von Jahren.

## Geografie
Die Gemeinde Metelsdorf liegt in hügeligem Gelände an der südlichen Stadtgrenze der Hansestadt Wismar. Der Tridamsberg im Gemeindegebiet erreicht eine Höhe von 56 m ü. NN. An der Autobahnanschlussstelle Wismar-Mitte, die den Norden der Gemeinde Metelsdorf berührt, wurde 1992 mit dem ersten Spatenstich für die Ostseeautobahn A 20 der Bau der Trasse von Lübeck nach Stettin begonnen.
Zu Metelsdorf gehören die Ortsteile Klüssendorf, Martensdorf und Schulenbrook.

## Geschichte
Im 17. Jahrhundert wurde der Ort als „Martensdorp“ bezeichnet. Am 1. Juli 1950 wurde die bisher eigenständige Gemeinde Klüssendorf eingegliedert.

## Politik

### Gemeindevertretung und Bürgermeister
Der Gemeinderat besteht (inkl. Bürgermeister) aus 6 Mitgliedern. Die Wahl zum Gemeinderat am 26. Mai 2019 hatte folgende Ergebnisse:
| Partei/Bewerber       | Prozent | Sitze |
| --------------------- | ------- | ----- |
| WG Wir für Metelsdorf | 53,59   | 4     |
| CDU                   | 36,81   | 2     |

Bürgermeister der Gemeinde ist Claus Hustig, er wurde mit 71,43 % der Stimmen gewählt.

### Wappen
| Wappen von Metelsdorf | Blasonierung: „Gespalten; vorn in Silber ein halbes zehnspeichiges rotes Rad am Spalt; hinten in Blau vier (1:2:1) silberne Wassertropfen.“ |
| Wappen von Metelsdorf | Wappenbegründung: In dem Wappen erinnert das aus dem Wappen der Familie von Stralendorf entlehnte halbe rote Rad an die zeitweiligen Ortsherren. Die Wassertropfen sollen einerseits den Metelsdorfer Spring versinnbildlichen, andererseits von der Anzahl her auf die vier Ortsteile der Gemeinde hinweisen. Das Wappen wurde von der Wismarer Firma Werbetechnik Vagt nach einem Entwurf des Wismarers Peter Neichel gestaltet. Es wurde am 20. April 1999 durch das Ministerium des Innern genehmigt und unter der Nr. 186 der Wappenrolle des Landes Mecklenburg-Vorpommern registriert. |

### Flagge
Die Flagge ist gleichmäßig längs gestreift von Rot, Weiß und Rot. In der Mitte des Flaggentuchs liegt, auf jeweils die Hälfte der Höhe der beiden roten Streifen übergreifend, das Gemeindewappen. Die Höhe des Flaggentuchs verhält sich zur Länge wie 3:5.

### Dienstsiegel
Das Dienstsiegel zeigt das Gemeindewappen mit der Umschrift „GEMEINDE METELSDORF • LANDKREIS NORDWESTMECKLENBURG“.

## Verkehrsanbindung

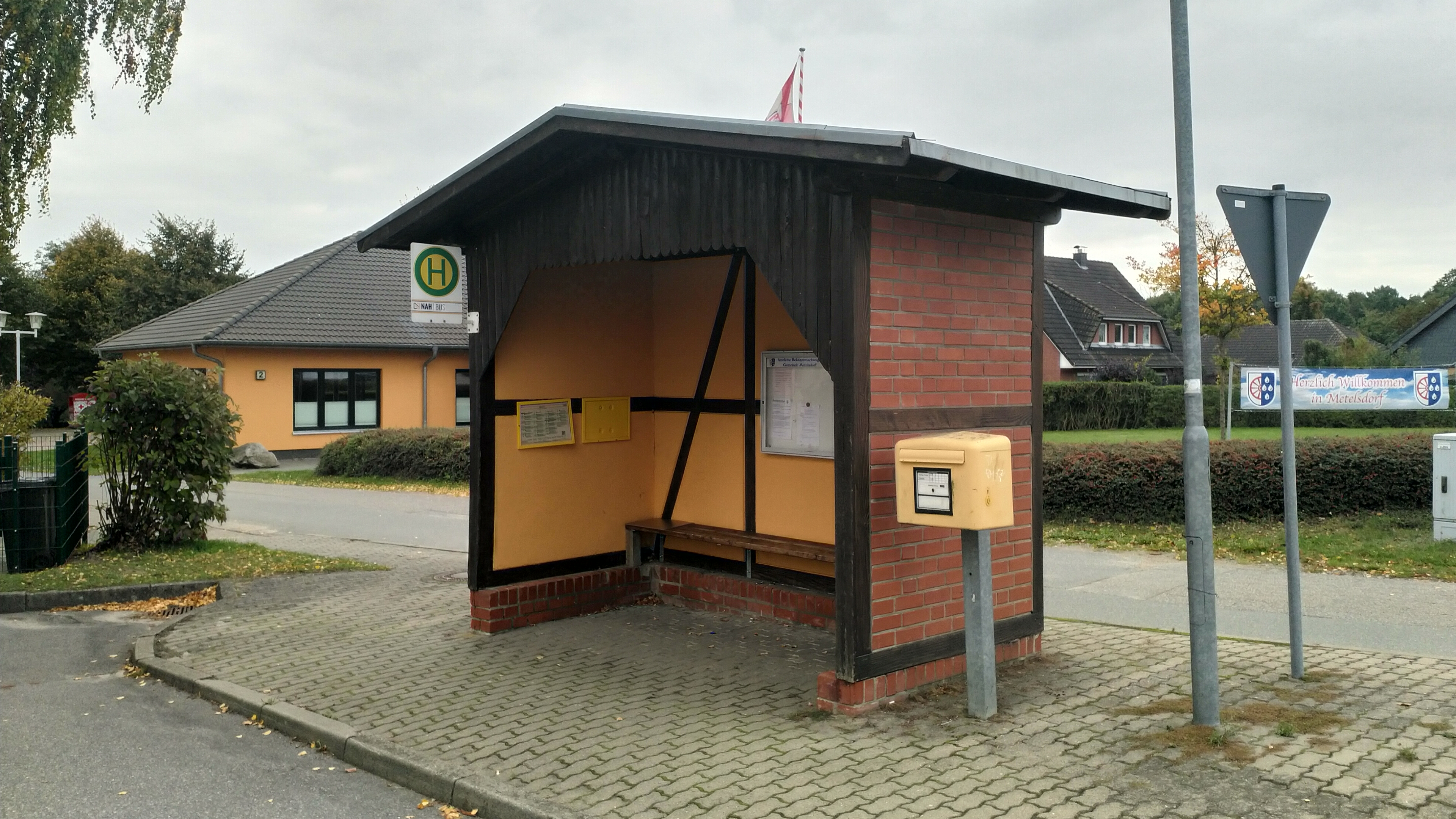
Bushaltestelle in Metelsdorf

Die Nähe zu Wismar und der Ostseeküste sowie die gute Verkehrsanbindung (neben der Autobahn liegt Metelsdorf auch an der Bundesstraße 208 nach Gadebusch) haben großen Einfluss auf das Baugeschehen in der Gemeinde, die sich zu einem nachgefragten Wohnort entwickelt hat. Wie alle Gemeinden Mecklenburg-Vorpommerns, die an der Peripherie größerer Städte liegen, weist auch Metelsdorf einen starken Zuwachs der Einwohnerzahl auf.

## Söhne und Töchter
Klüssendorf:
- Karl Friedrich Deiters (1807–1879), Ökonom und Parlamentarier

## Galerie

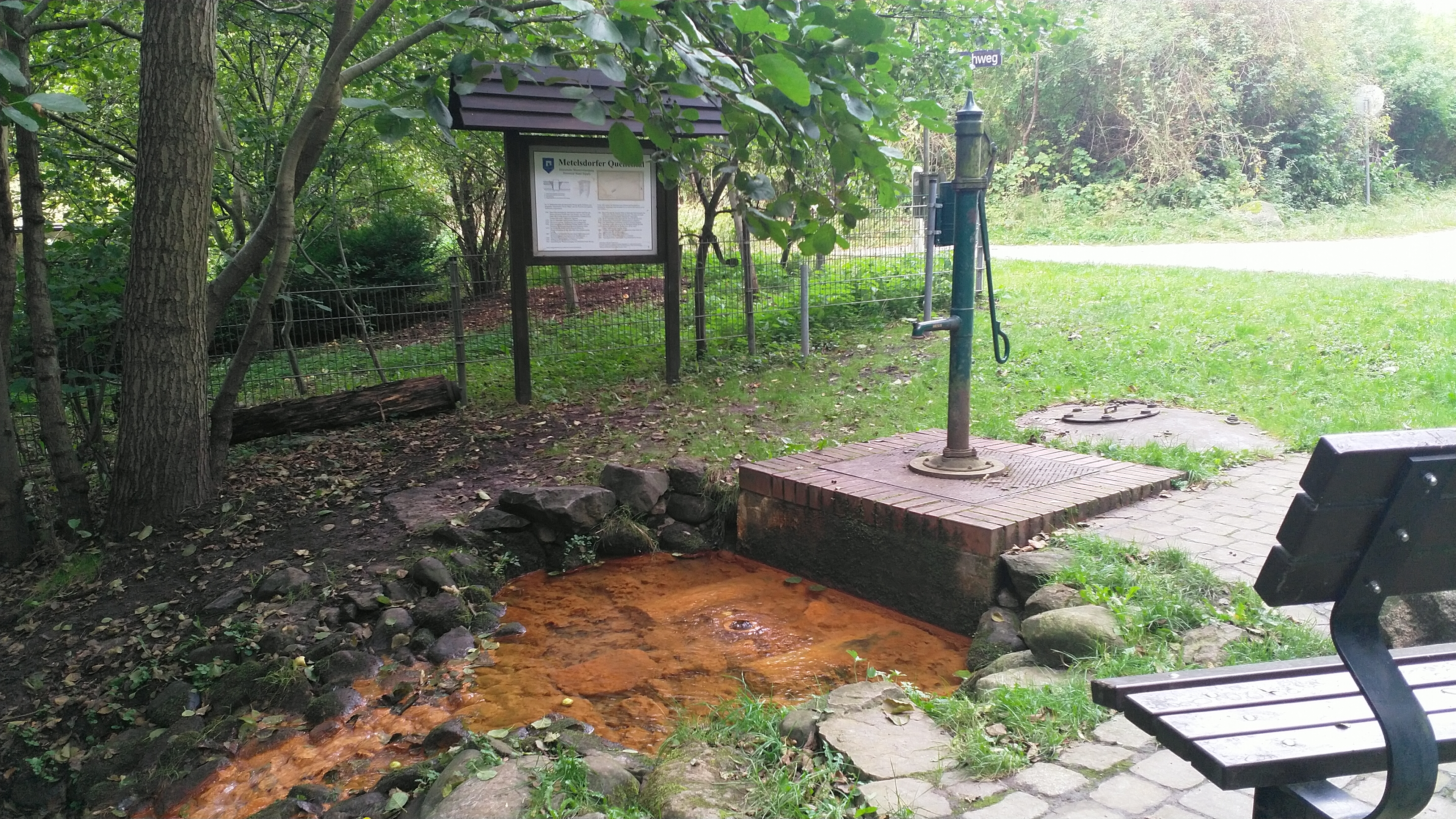
Historische Quellenfassung
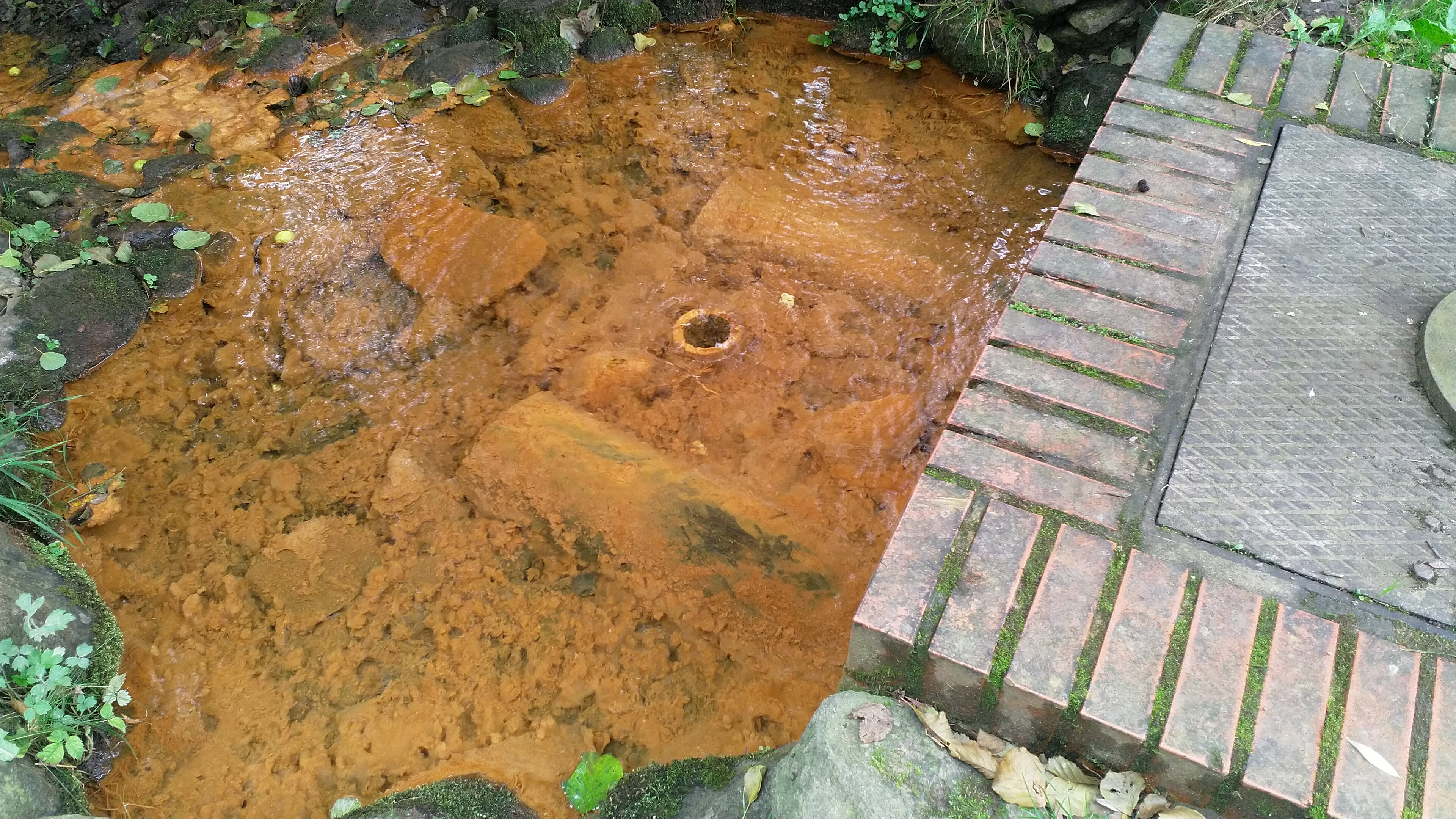
Quelle
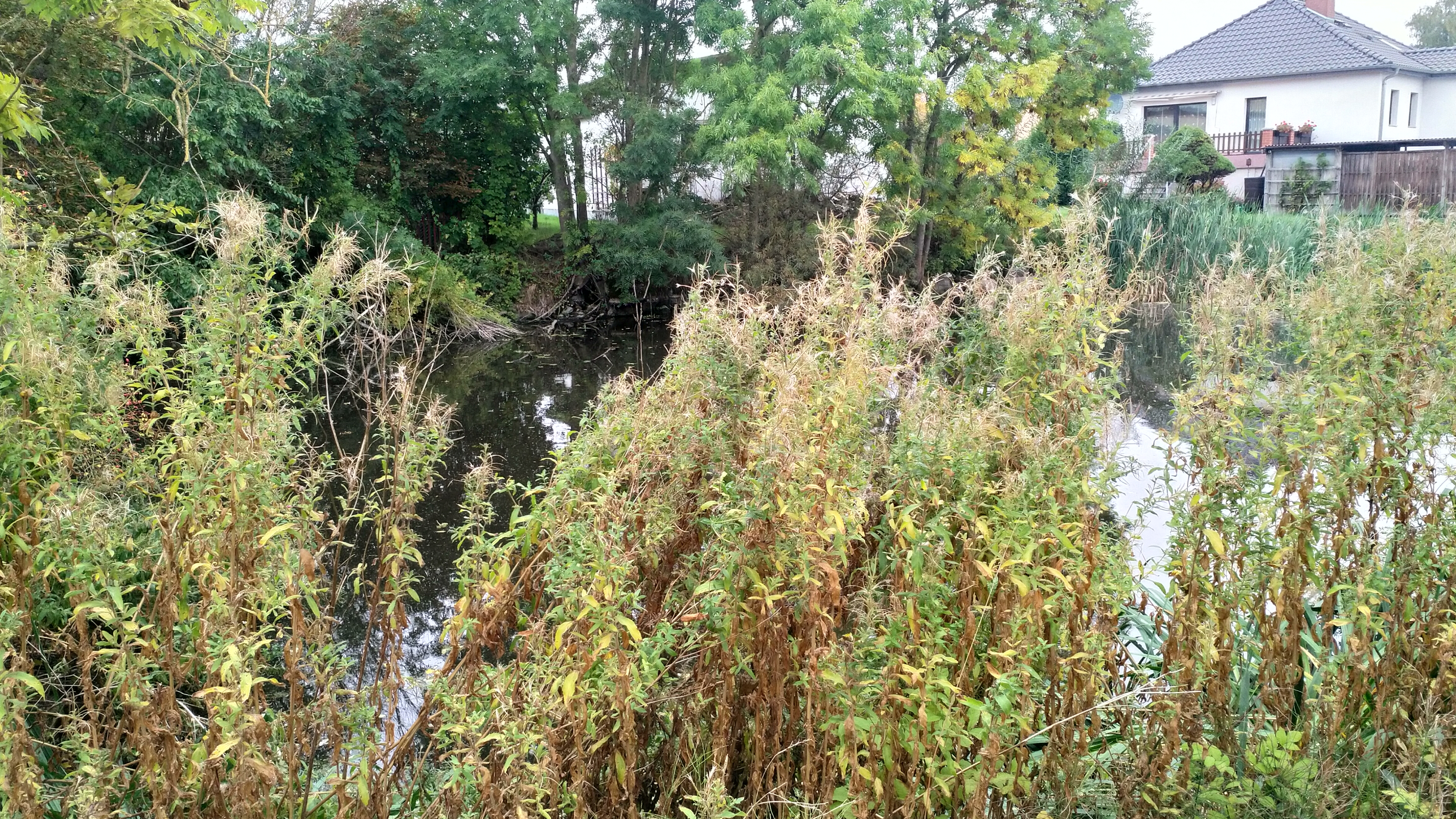
Feuerlöschteich